# Джон Майтон
Джон Майтон (англ. John Mighton; нар. 6 жовтня 1957, Гамільтон, Онтаріо) — канадський письменник, драматург, сценарист, математик, педагог, підприємець і менеджер; творець і незмінний керівник JUMP Math — навчальної програми й організації дітей, які зазнають труднощів в математиці; працює також в Інституті Філдса.

## Біографія
Народився 6 жовтня 1957 року в Гамільтоні (Онтаріо, Канада).

### Освіта та драматургія
В 11 років прочитав дві книги, які зародили в ньому мрію стати математиком. Ця наука здалася йому чарівною, красивою та легкою для розуміння. Однак у 8 класі вчитель критично віднісся до бажання хлопчика, сказавши, що той недостатньо талановитий для успіху в математиці, це підтверджували низькі оцінки з предмета, і Джон вирішив назавжди забути про свою мрію.
1978 року здобув ступінь бакалавра в Торонтському університеті, а потім став магістром філософії в Макмастерському університеті.
Першою областю інтересів стала філософія, читав лекції з філософії в Макмастерському університеті.
На письменницьку діяльність його надихнуло читання творів Сильвії Плат. Він написав п'єси Possible Worlds, «The Little Years, Body & Soul», «Scientific Americans», «Short History of Night», «Half Life» й інші твори.
1997 року знявся в невеликій ролі у фільмі «Розумник Вілл Гантінг», що увійшов до списку 250 кращих фільмів за версією IMDB.
Заявив про себе як помітний драматург й отримавши кілька профільних нагород, повернувся до Торонтського університету, де 2000 року захистив докторську дисертацію з математики.
2001 року написав сценарій до фільму Possible Worlds за своєю п'єсою.

### JUMP Math
1998 року запустив винайдену ним програму навчання математики, яку спочатку розвивав самостійно у власному будинку. Перші наочні матеріали для проєкту створювала його дочка Хлоя (англ. Chloe). 1999 року програма отримала назву Junior Undiscovered Math Prodigies. У проєкт запросили друзів Майтона, і вони проводили чотиритижневі експериментальні курси для кількох груп учнів. Отримані після тестування результати надихнули Майтона до створення загальнонаціональної програми. 2002 року в Канаді він зареєстрував благодійну організацію й оформилася назва JUMP Math. До 2011 року організація отримала аналогічний статус у США та Великій Британії.
Розвиваючи свою ідею наявності здібностей до математики у кожної дитини та потенційного вміння будь-якого вчителя її викладати, написав кілька книг, зокрема, «Міф можливості: Виховання математичних талантів у кожній дитині» (англ. The Myth of Ability: Nurturing Mathematical Talent in Every Child; 2003) і «Кінець невігластву: Примножуючи наш людський потенціал» (англ. The End of Ignorance: Multiplying Our Human Potential; 2007).

## Особисте життя
Проживає з дружиною Памелою Сінхою (англ. Pamela Sinha) та донькою Хлоєю (англ. Chloe) в Торонто (Канада).

## Нагороди та премії
Отримав цілу низку нагород та премій за свій внесок як у драматургію, театр, так і в математику, педагогіку та соціальне підприємництво.
1988 року (за «Scientific Americans») і 1989 року (за «A Short History of Night») ставав лавреатом Премії імені Дори Мейвор Мур.
1992 року вшанований Премією генерал-губернатора за п'єси Possible Worlds та «A Short History of Night». 2005 року отримав другу Премію генерал-губернатора за драму «Half Life».
Того ж 1992 року отримав премію Чалмерса у розмірі 25 тис. доларів США за «A Short History of Night».
Отримав грант NSERC на постдокторантуру для досліджень у теорії вузлів і графів.
2004 року робота Майтона в галузі соціального підприємництва з проєктом JUMP Math була відзначена Фондом Ашока.
2005 року отримав Театральну премію Симиновичів у розмірі 100 тис. доларів США.
30 червня 2010 року прийнятий в офіцери Ордена Канади.
2015 року Фонд Шваба назвав Джона Майтона соціальним підприємцем року.
2016 року ушанований премією Егертона Раєрсона за відданість державній освіті та премією WISE за інновації в освіті.
2020 року нагороджений Президентською нагородою від Професійних інженерів Онтаріо.
2022 року Канадське математичне товариство відзначило Майтона Премією Адріена Пуліо за видатний внесок у математичну освіту. Того ж року ушанований меморіальною нагородою Маргарет Сінклер за інновації та досконалість від Інституту досліджень математичних наук Філдса (2022).